# Ławki (jezioro w powiecie giżyckim)
Ławki – jezioro w Polsce, położone w województwie warmińsko-mazurskim, w powiecie giżyckim, w gminie Ryn.

## Położenie i charakterystyka
Jezioro leży na Pojezierzu Mazurskim, w mezoregionie Wielkich Jezior Mazurskich, w dorzeczu Pisa–Narew–Wisła. Znajduje się około 4 km w kierunku południowym od Rynu. Na wschodnim brzegu leżą wieś Ławki oraz osada Ławki. Przez jezioro przepływa dopływ z jez. Ławki – czwartorzędowy ciek o łącznej długości 5,885 km, który wpada do zbiornika wodnego od północy, a wypływa na południowym wschodzie kierując wody do jeziora Szymonek, a następnie, docelowo do jeziora Szymon. Powierzchnia zlewni akwenu wynosi 7,2 km².
Linia brzegowa mało rozwinięta. Brzegi płaskie, ławica stroma. W otoczeniu znajdują się pola i łąki, często podmokłe.
Zbiornik wodny według typologii rybackiej jezior zalicza się do leszczowych.
Zgodnie z typologią abiotyczną zbiornik wodny został sklasyfikowany jako jezioro wysokiej zawartości wapnia, o małym wypływie zlewni, stratyfikowane, leżące na obszarze Nizin Wschodniobałtycko-Białoruskich (5a). W systemie gospodarki wodnej jest jednolitą częścią wód powierzchniowych Ławki o kodzie LW30157 i podlega Regionalnemu Zarządowi Gospodarki Wodnej w Warszawie, leżąc w regionie wodnym Środkowej Wisły.
Jezioro leży na terenie obwodu rybackiego Jeziora Ławki w zlewni rzeki Pisa – nr 22. Objęte jest strefą ciszy. Znajduje się na terenie Obszaru Chronionego Krajobrazu Krainy Wielkich Jezior Mazurskich o łącznej powierzchni 85 527,0 ha.
Przed 1950 jezioro nosiło niemiecką nazwę: Lawker See.

## Morfometria
Według danych Instytutu Rybactwa Śródlądowego powierzchnia zwierciadła wody jeziora wynosi 69,2 ha. Średnia głębokość zbiornika wodnego to 5,7 m, a maksymalna – 17,0 m. Lustro wody znajduje się na wysokości 117,0 m n.p.m. Objętość jeziora wynosi 3935,4 tys. m³. Maksymalna długość jeziora to 1250 m a szerokość 790 m. Długość linii brzegowej wynosi 3250 m.
Inne dane uzyskano natomiast poprzez planimetrię jeziora na mapach w skali 1:50 000 według Państwowego Układu Współrzędnych 1965, zgodnie z poziomem odniesienia Kronsztadt. Otrzymana w ten sposób powierzchnia zbiornika wodnego to 56,0 ha.

## Przyroda
W skład pogłowia występujących ryb wchodzą m.in. leszcz, karp, sum i sandacz.